# 彼得拉布尼奥城
彼得拉布尼奥城（法語：Ville-di-Pietrabugno，法語發音：[vile di pjɛtʁabuɲo]），法国东南部城市，位于地中海的科西嘉岛上，是上科西嘉省的一个市镇，隶属于巴斯蒂亚区，其市镇面积为7.53平方公里，2022年1月1日时人口数量为3,187人，在法国城市中排名第3,320位。
彼得拉布尼奥城位于上科西嘉省东北部，省会巴斯蒂亚市区西北部，是巴斯蒂亚的一个近郊卫星城。

## 地名来源
根据当地官方网站的论述，“Pietrabugno”一名由“pietra”和“bugno”两部分构成，后两者分别意为“岩石”和“虫群”。

## 历史
彼得拉布尼奥城的早期历史尚不清楚，其市镇范围内部分平原区域土壤肥沃，历史上曾有耕种的痕迹，但该地最初的被记载的历史则始于1770年，彼时当地的主要种植作物包括葡萄、橄榄及柠檬。法国大革命后，彼得拉布尼奥城成为科西嘉省的一个市镇，该省于1976年一分为二，彼得拉布尼奥城被划入上科西嘉省。19世纪末，彼得拉布尼奥城沿海地区的托加港得到开发。20世纪末期，随着旅游业的发展以及巴斯蒂亚的城市扩张，彼得拉布尼奥城人口数量逐年增加。

## 地理

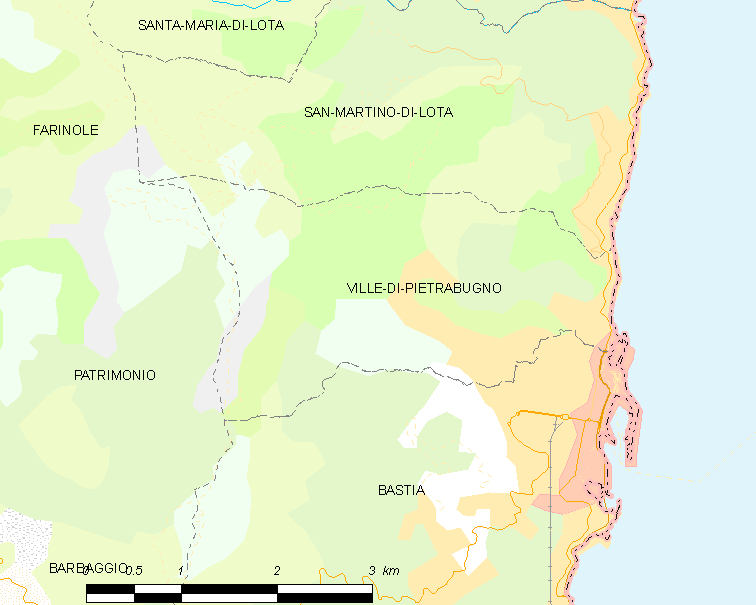
彼得拉布尼奥城市镇范围地图

彼得拉布尼奥城位于法国东南部的科西嘉岛上，上科西嘉省东北部，距离省会巴斯蒂亚大约4公里。与彼得拉布尼奥城接壤的市镇包括：圣马蒂诺迪洛塔、巴斯蒂亚、帕特里莫尼奥。

### 地形
彼得拉布尼奥城位于科西嘉岛东北部，境内以山地为主，市镇中心位于一处山脊上，是一座较为典型的山地聚落，其全境海拔在0到900米之间。

### 水文
菲尤米纳勒河（La Fiuminale）和托加溪（ruisseau du Toga）分别流经境内南部和北部，两河均独立注入地中海。

### 植被
彼得拉布尼奥城属于温带阔叶混交林区，林地广泛分布于境内的大部分区域。
在鲜花城市的评比中，彼得拉布尼奥城被评为1星级鲜花城市。

### 气候
彼得拉布尼奥城在柯本气候分类法中属于地中海气候。

## 行政区划
彼得拉布尼奥城的市镇编号为2B353，邮政编号为20200。
在行政管理方面，彼得拉布尼奥城隶属于法国科西嘉上科西嘉省巴斯蒂亚区；在地方选举方面，彼得拉布尼奥城隶属于巴斯蒂亚第一县，其市镇范围全境被划入上科西嘉省第一选区；在社会管理方面，彼得拉布尼奥城是巴斯蒂亚城市圈公共社区的组成部分。
法国国家统计与经济研究所（简称）在进行数据统计时，将彼得拉布尼奥城及相邻的另外6个市镇设为巴斯蒂亚城市核心区，并将包括核心区在内的周边共54个市镇划为巴斯蒂亚城市区。自2020年起，巴斯蒂亚城市区被包含93个市镇的巴斯蒂亚城市辐射区代替。此外，还将彼得拉布尼奥城市镇整体看作一个“块区”（IRIS），以便于统计人口分布情况。

## 交通

### 公路
上科西嘉省省道D31线和D80线经过彼得拉布尼奥城境内，科西嘉下属的城际客运提供校车线路，可前往周边部分市镇。
2019年，72.7%的彼得拉布尼奥城家庭拥有至少一辆私人汽车。2018年，彼得拉布尼奥城境内共发生各类交通事故6起，造成人受伤，其中2人重伤。
| 巴斯蒂亚 | 4 |

| 阿雅克肖 | 152 |

| 科尔泰 | 73 |

| 博尔戈 | 20 |

### 铁路
距离彼得拉布尼奥城最近的运营中的客运铁路车站为4公里外的巴斯蒂亚站。该站开行前往阿雅克肖方向的区域列车。

### 航空
距离彼得拉布尼奥城最近的民用航空站为巴斯蒂亚机场，距离彼得拉布尼奥城市中心的公路里程约24公里。

### 城市公共交通
彼得拉布尼奥城是巴斯蒂亚城市公共交通（商业名称为）的服务范围，后者是巴斯蒂亚城市圈公共社区的城市公共交通系统。截至2022年11月，该系统共包括十余条公交线路，其中公交4路经过彼得拉布尼奥城市区。

## 政治
彼得拉布尼奥城的现任市长为米歇尔·罗西先生（Michel ROSSI），他是一名无党派人士，在2020年的市政选举中获得了73.74%的支持率。
在2017年的法国总统大选中，埃马纽埃尔·马克龙在彼得拉布尼奥城获得了60.03%的支持率。

## 人口
2019年，彼得拉布尼奥城市镇人口数量为3,328，在法国排名第3,332位。其中男性1,535人，女性1,793人，75岁及以上人口占11.9%，外籍人口数量为97人，人口密度为442人/平方公里，当地居民被称为（男性）或（女性）。2020年，彼得拉布尼奥城境内出生30人，死亡人口34人。
| 彼得拉布尼奥城1901年－2019年人口变化情况 |
|                                          |
| 数据来源：Cassini、INSEE                 |

## 经济
彼得拉布尼奥城是巴斯蒂亚的一个近郊卫星城。截止2022年9月，彼得拉布尼奥城市镇范围内共有各类用人单位（包含自雇）777家，平均历史为15年，其中99.76%为中小型企业（PME），2022年9月至11月间，当地的经济活力指数为1.42%。（食品销售）和（药品）是当地2021年营业额最高的三个企业，分别为876,461欧元和166,654欧元。

## 财政与居民收入
2020年，彼得拉布尼奥城的财政收入总额为3,024,250欧元，财政支出总额为2,624,000欧元，当年的债务总额为592,640欧元。2021年，彼得拉布尼奥城共获得237,886欧元的国家财政补助，比上一年减少了2.05%。
2020年，彼得拉布尼奥城的人均月收入总额为2,671欧元，其中高级职员为4,104欧元，低于法国平均水平（4,230欧元）；中级职员为2,607欧元，高于法国平均水平（2,411欧元）；普通职员为1,976欧元，高于法国平均水平（1,740欧元）。
2019年，彼得拉布尼奥城境内的青壮年（15至64岁）失业率为10.4%，当地64.1%的家庭拥有纳税资格，平均纳税6,402欧元，高于法国平均水平（3,910欧元）。

## 社会事务

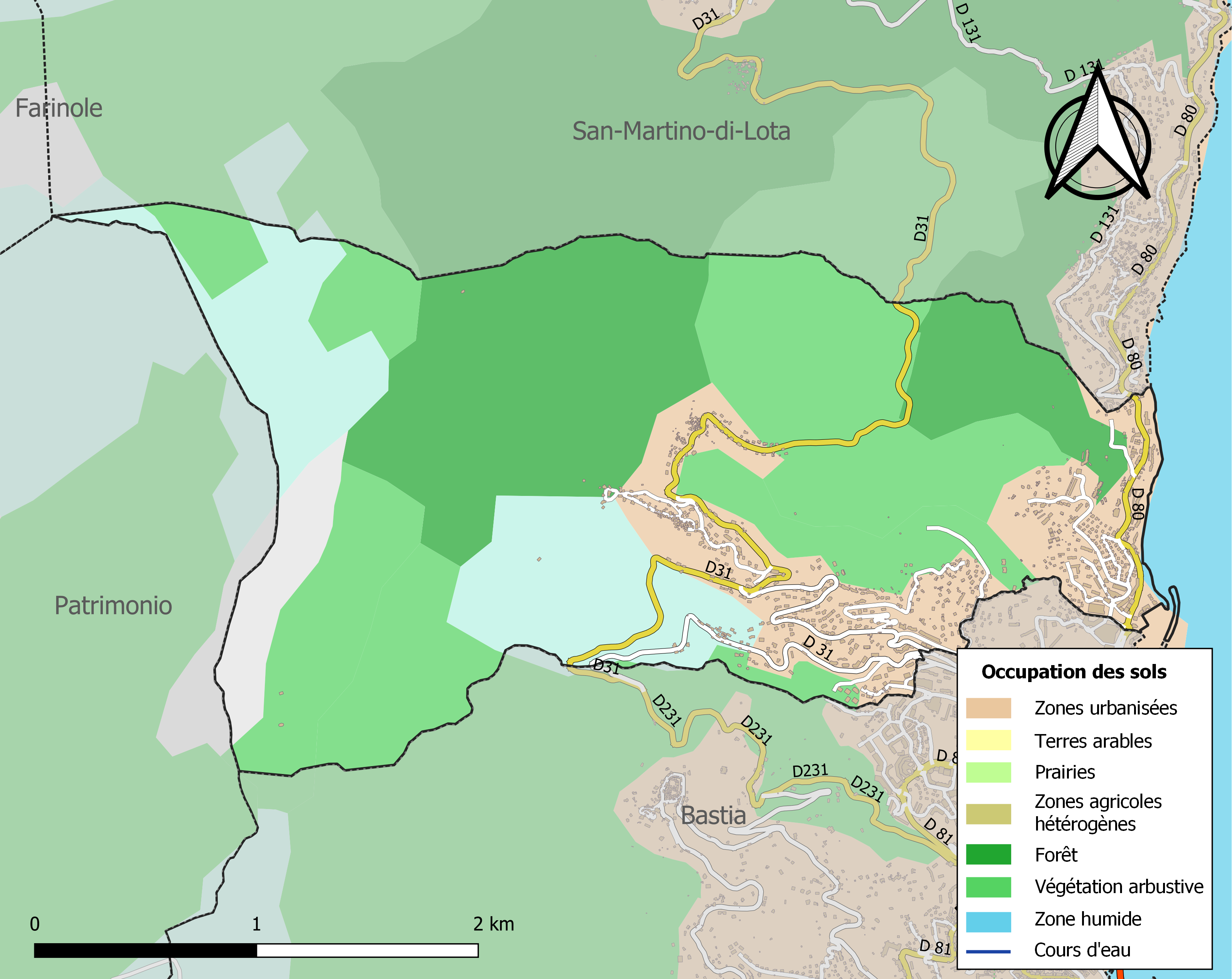
彼得拉布尼奥城土地利用情况地图

### 教育
彼得拉布尼奥城属于科西嘉学区。截止2020年1月1日，彼得拉布尼奥城境内共有1所幼儿园和2所小学。 

### 医疗
截止2021年1月1日，彼得拉布尼奥城境内共有全科医生3名、保健师5名、牙医3名和护士20名。境内共有药房2家。
距离彼得拉布尼奥城最近的区域性医疗机构为巴斯蒂亚中心医院（Centre Hospitalier de Bastia），其主病区位于巴斯蒂亚市区，距离彼得拉布尼奥城市区的正常车程约19分钟，该院设有床位484个，是当地规模最大的公立综合性医院。

### 住房
2019年，彼得拉布尼奥城境内共有各类住房2,057套，其中30.3%为独立式居民区，69.6%为集中式居民区 。常住房屋占彼得拉布尼奥城市镇范围内居民建筑总量的82.1%。
在住房保障政策方面，2021年，彼得拉布尼奥城境内共有129户家庭获得了住房经济补助，受益人数占总人口数量的3.9%，其中118份为房租补助。

### 商业
2021年，彼得拉布尼奥城境内共有各类实体商铺79家，其中餐厅11家、大型超市1家、面包房3家、美容美发店4家、汽车维修店4家。

### 体育
2021年，彼得拉布尼奥城境内共有1处网球场以及1处篮球或排球场。
截至2022年11月，彼得拉布尼奥城境内暂无注册足球俱乐部。

### 环境
彼得拉布尼奥城的环境事务由其所属的巴斯蒂亚城市圈公共社区负责。2019年，彼得拉布尼奥城境内暂无污染企业。

### 治安
彼得拉布尼奥城所在地是巴斯蒂亚警区（zone police de Bastia）的管辖范围。2020年，该警区辖区内共4个市镇累计发生各类案件1,976起，其中盗窃类案件962起，经济类案件263起，毒品交易类案件104起。

## 文化

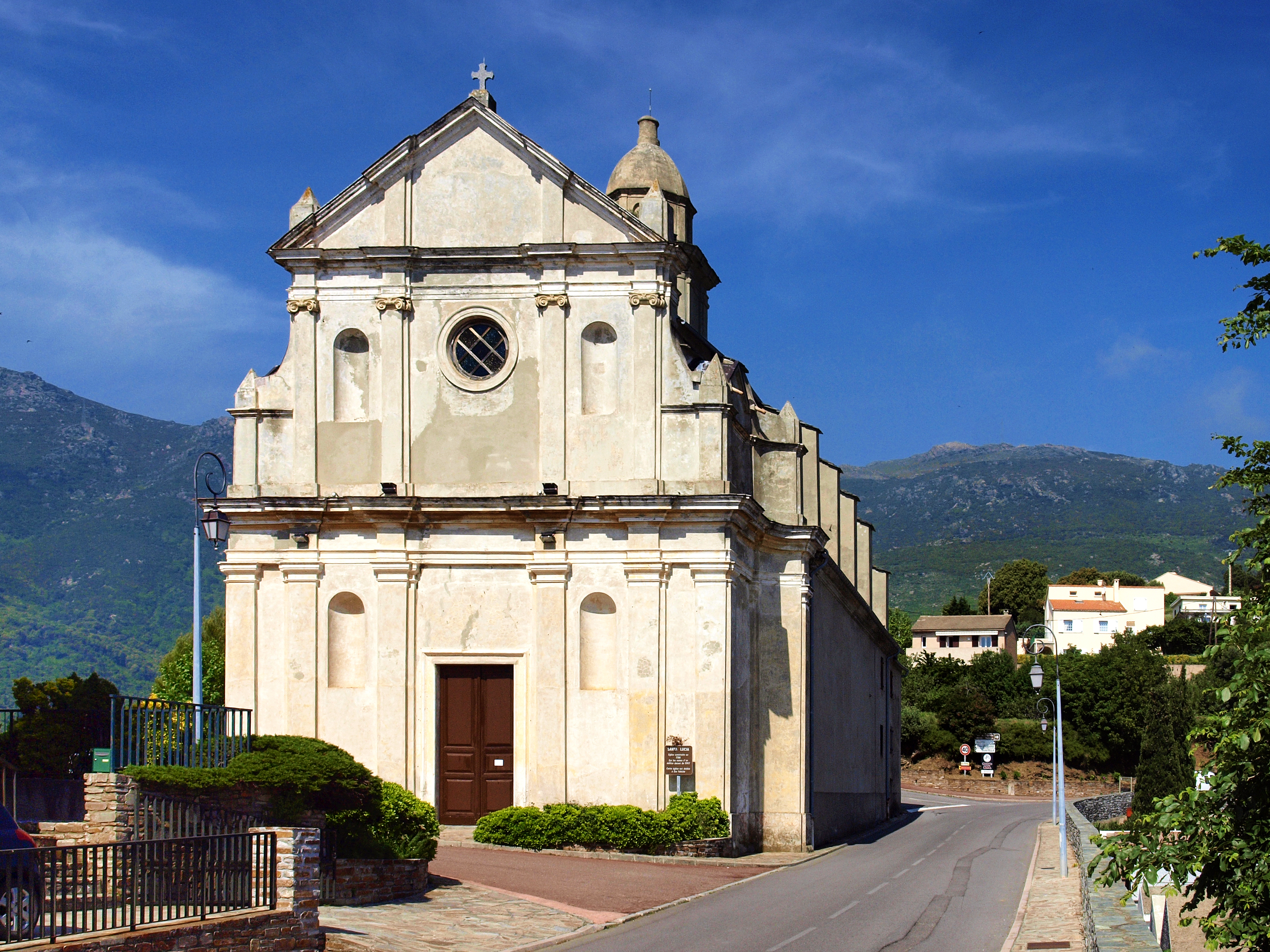
圣露西亚教堂

2020年，彼得拉布尼奥城境内暂无任何文化设施。

### 建筑
彼得拉布尼奥城境内有多处历史建筑，其中圣露西亚教堂（Église de Santa Lucia de la Ville-di-Pietrabugno）是当地的地标性建筑物。

### 旅游
彼得拉布尼奥城的旅游事务由其所属的巴斯蒂亚城市圈公共社区负责。2021年，彼得拉布尼奥城境内共有1家酒店共计36间房间。

### 媒体
法国主要的媒体均可在彼得拉布尼奥城接收，法国电视三台下属的科西嘉频道在部分时段播出彼得拉布尼奥城所属区域的地方新闻。

## 友好城市
截至2023年3月，彼得拉布尼奥城暂未建立任何友好城市关系。